# Tremolosa mesentèrica

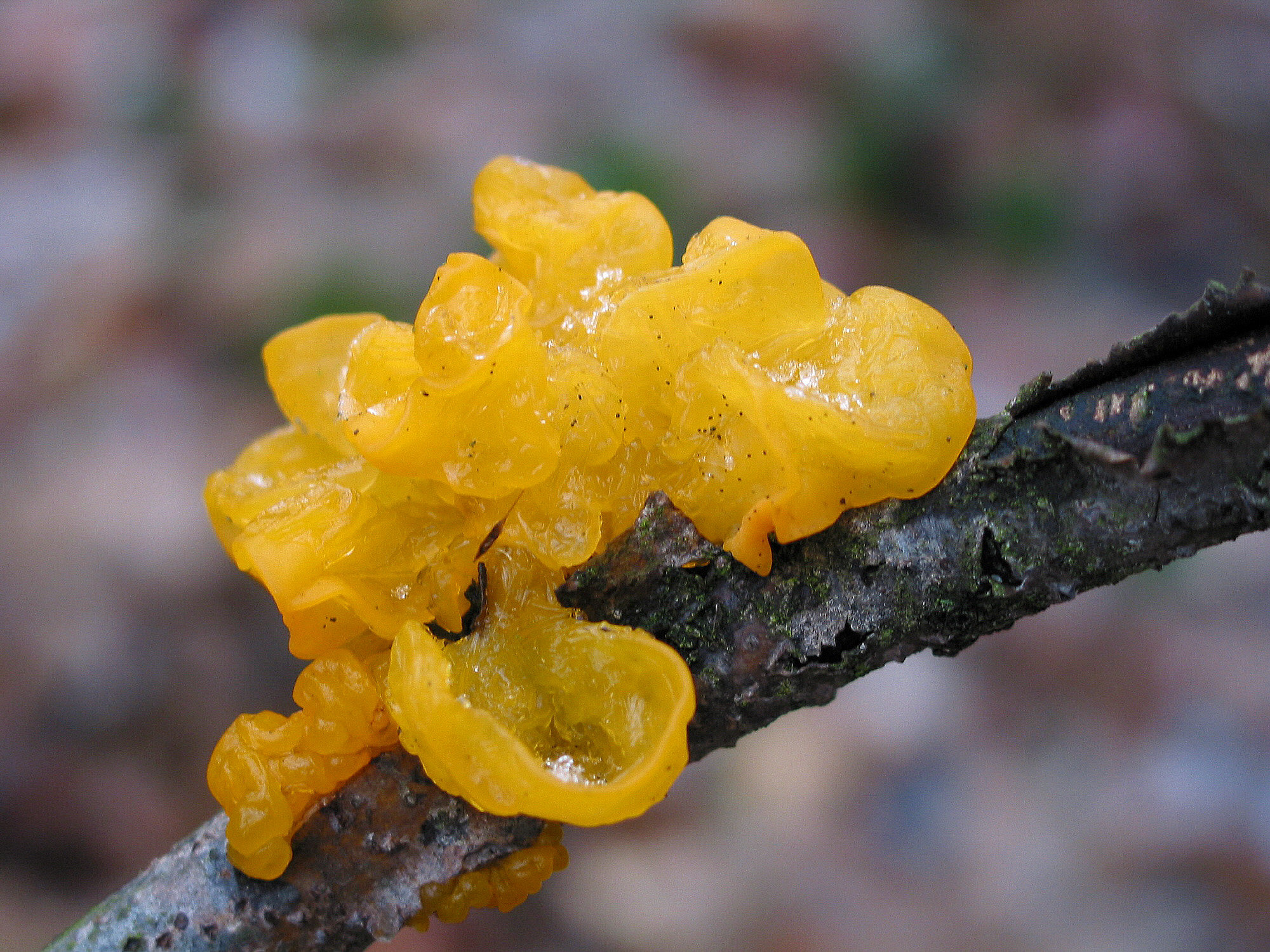
Tremella mesenterica.

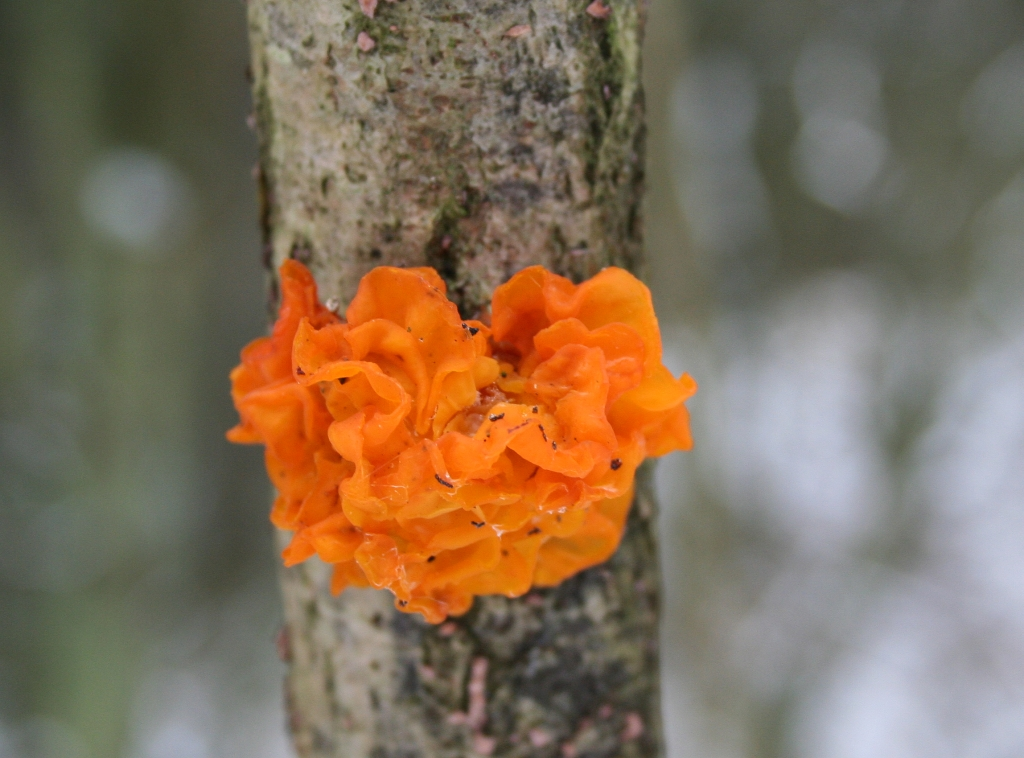
Exemplar de tremella mesenterica.

La tremolosa mesentèrica (Tremella mesenterica) és una espècie de fong de l'ordre dels tremel·lals (Tremellales), família Tremellaceae. És un fong gelatinós sapròfit del grup de les tremoloses que es desenvolupa damunt troncs d'arbres morts i es pot trobar en qualsevol època de l'any en alzinars si la humitat ambiental és elevada.

## Morfologia
Cos fructífer: en forma de massa globosa, lobulada, ondulada i amb plecs que recorden un cervell o la part interna d'un intestí (d'ací prové el seu nom científic), de 2 a 6 cm de llarg per 1 a 3 cm d'altura, d'un color groc molt viu amb tonalitats blanquinoses o fosques.
Himeni: es troba recobrint tota la superfície del bolet.
Peu: inexistent.
Carn: presenta una gran capacitat de retenció d'aigua en temps humit, per la qual cosa presenta una consistència gelatinosa i viscosa, sense olor o gust apreciables.
Espores: el·lipsoidals de 9-15 x 8-12 micres, esporada blanca.

## Hàbitat
Damunt branques d'alzina.

## Risc de confusió amb altresespècies
Es pot confondre amb Tremella encephala encara que la carn d'aquesta és de color blanc o rosa blanquinós, clarament diferenciable del groc viu de la Tremella mesenterica.

## Comestibilitat
Comestible però sense valor culinari.